# Зграда Завода за заштиту споменика културе града Београда
Зграда Завода за заштиту споменика културе града Београда подигнута је после 1902, а пре 1904. године, за потребе Генералштаба српске војске.

 Имала је све карактеристике јавних здања зиданих крајем 19. почетком 20. века која су својим строгим постулатима репрезентовала „историјску утемељеност савремених државних установа“.

## Историја
Попут бројних тврђавских објеката зграда је страдала у бомбардовању Београда октобра 1915. године. После Првог светског рата у условима формирања државе у промењеним границама, знатно увећаним потребама за војним кадром и хитним обезбеђењем простора за њихов смештај одлучено је да се и нова генералштабна здања подигну на истом месту на ком је Генералштаб стварао своју историју – на Горњем граду Београдске тврђаве.

## Архитектура
Због околности у којем су настајале, нове грађевине су морале бити најједноставније и најбрже за градњу те су подигнути бондручни, привремени објекти - један на бастиону I југозападног фронта, а други над сачуваним остацима старије грађевине, над југозападним бедемом.
Зграде су највероватније дело Јанка Шафарика, архитекте у Грађевинском одсеку инжињерско-техничког одељења Министарства војске и морнарице. Обликоване су по узору на балканску градску архитектуру XIX века. Њима доминира спрат над еркерима решен у видном бондручном систему, са великим бројем прозорских отвора између дрвених стубова.
После пресељења Генералштаба у нову зграду у Улици кнеза Милоша објекти у Горњем граду адаптирани су за Војни музеј који се у њима налазио до 1956. године, када су му додељене просторије Војногеографског института у непосредној близини.
У напуштену зграду над југозападним бедемом уселио се 1961. године Завод за заштиту споменика културе, док је друга зграда која је била у веома лошем стању срушена. За нешто више од пет деценија колико се Завод налази у овој згради, на њој су у више наврата извођени сложени и обимни радови на санацији и реконструкцији.
Зграда данас представља не само сведочанство развоја Београдске тврђаве већ и развоја службе заштите културног наслеђа, а за све грађане Београда и његове посетиоце препознатљив мотив Београда.
Зграда Завода за заштиту споменика културе Београда – установе културе од националног значаја налази се под заштитом као део Београдске тврђаве, културног добра од изузетног значаја за Републику Србију (Службени гласник СРС 14/79).

## Галерија
- Зграда Завода за заштиту споменика културе града Београда, снимак из 1973. године
- Зграда Завода за заштиту споменика културе града Београда
- Зграда Историјског одељења Генералштаба, снимак из тридесетих година 20. века
- Зграда Војног музеја, снимак из 1937. године
- Београдска тврђава, авиоснимак из 1914. године
- Београдска тврђава, авиоснимак из 1924. године